# Comuna Kalinine, Krasnohvardiiske
Kalinine (în ucraineană Калініне) este o comună în raionul Krasnohvardiiske, Republica Autonomă Crimeea, Ucraina, formată din satele Kalinine (reședința), Komunarî, Pobiedîne și Vîșneakivka.

## Demografie
Componența lingvistică a comunei Kalinine
     Rusă (61,34%)
     Ucraineană (19,98%)
     Tătară crimeeană (16,8%)
     Belarusă (1,14%)
     Alte limbi (0,04%)
Conform recensământului din 2001, majoritatea populației comunei Kalinine era vorbitoare de rusă (61,34%), existând în minoritate și vorbitori de ucraineană (19,98%), tătară crimeeană (16,8%) și belarusă (1,14%).